# Arausio

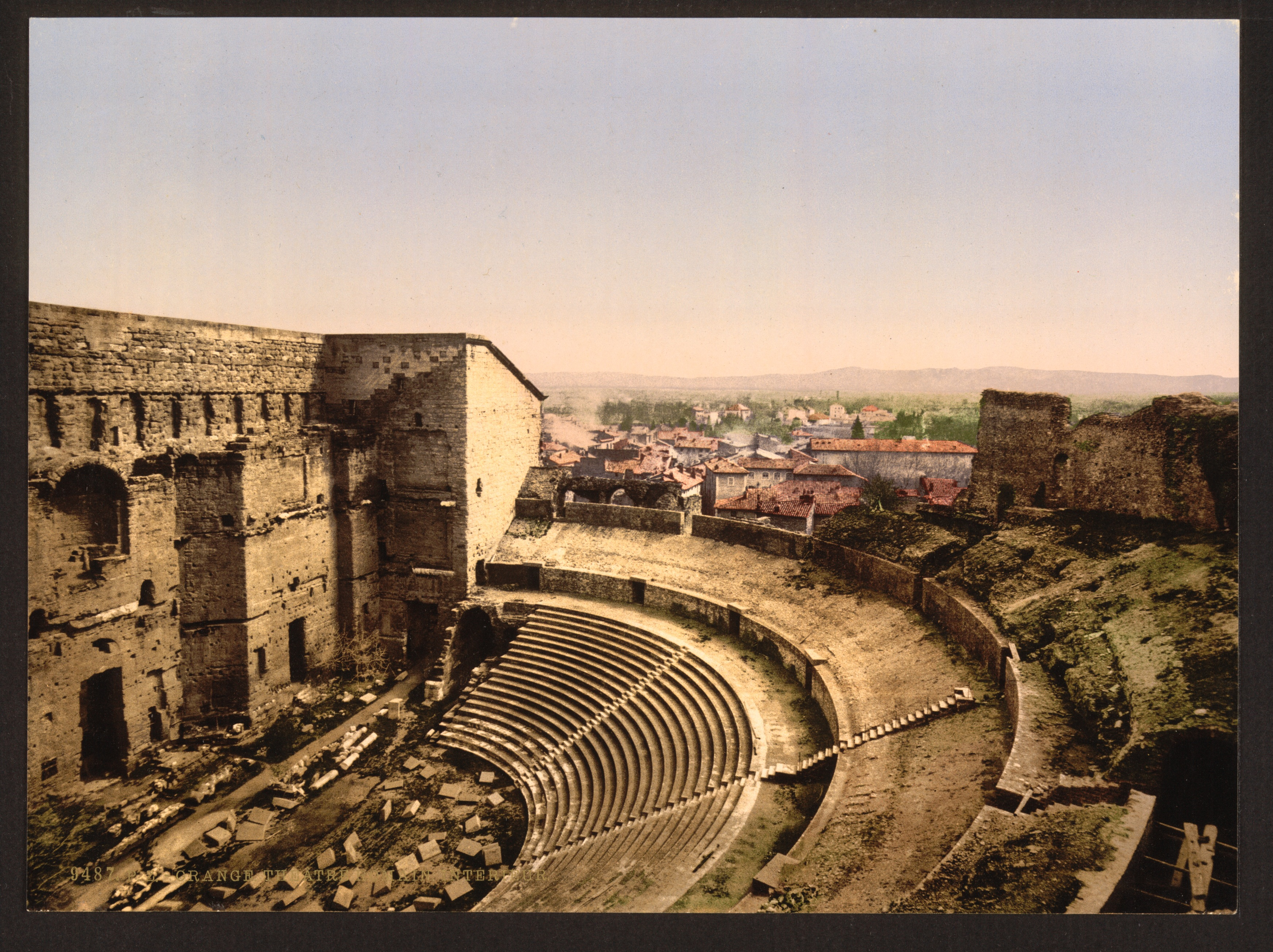
Arausio - Orange, římský amfiteátr

Arausio byl lokální keltský vodní bůh. Jak dokládají starověké nápisy bylo po něm pojmenováno město Arausio (Orange) v jižní Galii.
V pozdější době jméno města Arausio zaniklo a začalo se používat Orange. V moderní městě se usadila královská rodina Nasavů, kteří si přibrali jméno Orange. Dnes jsou nazývání Oranžsko-nasavští.